# Ищенко, Агафья Александровна
Ага́фья (Гапка) Александровна И́щенко (по мужу Андриевская; 1858, Харьковская губерния — не ранее 1880) — поэтесса-самоучка, революционерка.

## Биография
По происхождению — крестьянка. Научилась грамоте у дяди солдата, занималась всякого рода чёрной работой и на досуге писала «думки», которые по вечерам пела. В 1873—1874 годах работала швеёй в Одессе.
Как сообщали в конце марта 1875 года "Санкт-Петербургские ведомости", некий адвокат Л. на станции Алексеевка Харьковско-Азовской железной дороги встретил девушку, сочинявшую "экспромты по требованию посетителей". Он написал своему клиенту графу Толстому письмо в предложением принять участие в поэтессе-самоучке, что и было сделано.   Известный одесский меценат граф Н. Н. Толстой дал ей работу и вообще заботился о ней. В конце 1870-х годов принимала участие в одесских революционных кружках. Когда граф узнал о увлечении воспитанницы социалистическими идеями и о связях с революционными кругами, то выгнал девушку.
Каждое лето Гапка отправлялась в село для сбора этнографического материала, для пропаганды и за впечатлениями. За ней признавали незаурядный талант, её стихи охотно печатали в галицких литературных журналах. Ищенко имела близкие отношения с революционером Иваном Ковальским, её даже считали его невестой. После казни Ковальского Гапка была на грани сумасшествия. Ходили слухи, что она готовила покушение на жизнь жандармского полковника Кноппа. Некоторое время тайно находилась в Одессе, пока 24 января 1880 года её арестовали и по распоряжению одесского генерал-губернатора приговорили к ссылке в Восточную Сибирь. Находясь в московской пересыльной тюрьме по пути следования в Восточную Сибирь, пожелала дать признательные показания и оговорила около 200 лиц преимущественно из «Старой и Молодой Громады», киевских и одесских бунтарей. По сообщению "Народной воли" весною 1880 года Андриевская исполняла роль шпионки (наседки) в Доме Предварительного Заключения в Петербурге.
8 июля 1880 года её освободили, но бывшие товарищи отвернулись от неё, не простив предательства. После освобождения занималась литературной деятельностью. Гапка осталась одна, вдохновение покинуло её. Покончила жизнь самоубийством.

## Рекомендуемые источники
- Ивановская П. С. Гапка, из воспоминаний семидесятницы. // «Кандальный звон» (изд. одесского отделения Всесоюзного об - ва политкаторжан), No 2 стр. 32-36.
- Гапка Ищенко. К Батькамъ // Другъ. Письмо для белестристики и науки, издаваемое обществом "Академический кружок" за 1875 год. Львовъ 1875 с. 457-458.